# Елизавета Ланкастерская, герцогиня Эксетер
Елизавета Ланкастерская (21 февраля 1363 — 24 ноября 1426) — английская принцессы из династии Плантагенет; дочь герцога Ланкастера Джона Гонта.

## Биография
Елизавета Ланкастерская родилась в семье Джона Гонта и его первой жены Бланш Ланкастерской 21 февраля 1363 года. Некоторые источники называют дату её рождения 1 января 1363 года. Елизавета родилась в Барфорд, Шропшир. Детство Елизаветы прошло в отцовском доме под присмотром Екатерины Суинфорд.
24 июня 1380 года Елизавета вышла замуж за Джона Гастингса, 3-го графа Пембрука. Бракосочетание состоялось в замке Кенилуэрт. Елизавета стала графиней Пембрук. Через шесть лет брак был аннулирован.
24 июня 1386 года Елизавета вышла замуж за Джона Холланда, 1-го герцога Эксетера. Джону Холланду Елизавета родила пятерых детей:
- Констанс Холланд (1387 — 12/14 ноября 1437); 1-й муж: с 1404 года Томас Моубрей (17 сентября 1385 — 8 июня 1405), 4-й граф Норфолк и 2-й граф Ноттингем, 7-й барон Моубрей и 8-й барон Сегрейв, граф Маршал с 1399 года; 2-й муж: с 1413 года сэр Джон Грей (ум. 27 августа 1439);
- Ричард Холланд (умер 3 сентября 1400);
- Эдвард Холланд (около 1399 — после 1413);
- Элис Холланд (около 1392 — до 1406); муж: ранее 1400 года Ричард де Вер (около 1385 — 15 февраля 1417), 11-й граф Оксфорд с 1400;
- Джон Холланд (29 марта 1395 — 5 августа 1447), 2-й граф Хантингдон с 1416 года, 2-й герцог Эксетер с 1439 года, лорд-адмирал Англии с 1435 года.

После смерти Джона Холланда 12 декабря 1400 года Елизавета вышла замуж за Джона Корнуолла (около 1364 — 11 декабря 1443), 1-го барона Фэнхоупа.
В браке с Джоном Корнуоллом Елизавета родила двоих детей:
- Констанс Корнуолл (1401—1427), вышла замуж за Джона Фицалана, 14-го графа Арундела;
- Джон Корнуолл (1404—1422).[6]

## Смерть
Елизавета умерла в 1426 году и похоронена в Барфорд, Шропшир.